# Ca l'Acerbi
Ca l'Acerbi és una obra de Tossa de Mar (Selva) protegida com a Bé Cultural d'Interès Local.

## Descripció
L'edifici es compon de dos volums prismàtics col·locats en forma d'L. Les estances principals: menjador i sala de la planta baixa i habitacions del primer pis estan orientades a migdia per tal que rebin el màxim de llum possible.
A la cantonada trobem un volum cilíndric, amb un gran protagonisme, que acull l'escala de cargol.
La façana orientada a migdia presenta un joc esglaonat amb una terrassa a la planta pis i un porxo a la planta baixa.
L'interior de la planta baixa presenta un espai continu resolt amb un rectangle, un cercle i un quadrat.
Els sistema constructiu emprat és tradicional amb murs de càrrega i biguetes de formigó. La qualitat de l'obra és senzilla i ben executada els revoltons entre bigues estan formats per tres rajoles ceràmiques col·locades entre biga i biga en forma de mig hexàgon.

## Història
Tossa al primer terç del segle xx va ser un lloc d'acollida per artistes i refugiats polítics. Una primera onada tingué lloc entre 1915 i 1916 i una altra als anys 30 formada en gran part per jueus alemanys que fugien del règim de Hitler.
La casa Acerbi fou construïda just al costat de la vil.la romana dels Ametllers, descoberta el 1914 pel Dr. Ignasi Melé i Farré, en un lloc apartat del nucli de població prop de l'hospital de Sant Miquel.
Giusseppe Acerbi encarregà a Otto Boelitz una casa moderna, i aquest li proposà un disseny inspirat en els principis de l'escola de la Bauhaus